# لوفت‌هانزا ایتالیا
لوفت‌هانزا ایتالیا (انگلیسی: Lufthansa Italia) شرکت هواپیمایی ایتالیایی است، که در سال ۲۰۰۸ توسط شرکت لوفت‌هانزا تأسیس شد.